# Jim Mitchell
Jim Mitchell, egentlig James L. Mitchell (30. november 1943 – 12. juli 2007), var sammen med sin bror Artie Mitchell en af pionererne inden for den amerikanske pornofilm.
Sammen ejede de Mitchell Brothers Film Group i San Francisco og co-instruerede bl.a. filmen Behind the Green Door (1972), som gjorde pornostjernen Marilyn Chambers til et verdensnavn.
Deres samarbejde endte tragisk, da Jim i 1991 skød og dræbte sin bror, efterfulgt af tre års fængsel.
Parrets liv og karriere skildres i tv-filmen Rated X (2000), hvor Jim Mitchell spilles af Emilio Estevez, og Artie Mitchell af Charlie Sheen.